# Championnats du monde de tennis de table double messieurs
Les championnats du monde de tennis de table individuels ont lieu depuis 1926 et se tiennent tous les deux ans depuis 1957. Voici le palmarès de la compétition double messieurs :

## Palmarès
| Année et lieu   | Vainqueur                         | Finaliste                           | Demi-finalistes                                                      |
| --------------- | --------------------------------- | ----------------------------------- | -------------------------------------------------------------------- |
| 2025 Doha       | Shunsuke Togami Hiroto Shinozuka  | Lin Yun-ju Kao Cheng-jui            | Félix Lebrun Alexis Lebrun Florian Bourrassaud Esteban Dorr          |
| 2023 Durban     | Wang Chuqin Fan Zhendong          | Jang Woo-jin Lim Jong-hoon          | Dimitrij Ovtcharov Patrick Franziska Lee Sang-su Cho Dae-seong       |
| 2021 Houston    | Mattias Falck Kristian Karlsson   | Jang Woo-jin Lim Jong-hoon          | Lin Gaoyuan Liang Jingkun Shunsuke Togami Yukiya Uda                 |
| 2019 Budapest   | Ma Long Wang Chuqin               | Álvaro Robles Ovidiu Ionescu        | Tiago Apolónia Joao Monteiro Lin Gaoyuan Liang Jingkun               |
| 2017 Düsseldorf | Fan Zhendong Xu Xin               | Masataka Morizono Yuya Oshima       | Jung Young-sik Lee Sang-su Koki Niwa Maharu Yoshimura                |
| 2015 Suzhou     | Xu Xin Zhang Jike                 | Fan Zhendong Zhou Yu                | Lee San-gsu Seo Hyundeok Kenta Matsudaira Koki Niwa                  |
| 2013 Paris      | Chen Chien-An Chuan Chih-yuan     | Hao Shuai Ma Lin                    | Wang Liqin Zhou Yu Seiya Kishikawa Jun Mizutani                      |
| 2011 Rotterdam  | Ma Long Xu Xin                    | Chen Qi Ma Lin                      | Jung Young-sik Kim Min-seok Wang Hao Zhang Jike                      |
| 2009 Yokohama   | Chen Qi Wang Hao                  | Ma Long Xu Xin                      | Hao Shuai Zhang Jike Seiya Kishikawa Jun Mizutani                    |
| 2007 Zagreb     | Chen Qi Ma Lin                    | Wang Hao Wang Liqin                 | Ko Lai Chak Li Ching Chang Yen-Shu Chiang Peng-Lung                  |
| 2005 Shanghai   | Kong Linghui Wang Hao             | Timo Boll Christian Süss            | Chen Qi Ma Lin Wang Liqin Yan Sen                                    |
| 2003 Paris      | Wang Liqin Yan Sen                | Wang Hao Kong Linghui               | Ma Lin Qin Zhijian Oh Sang-eun Kim Taek-soo                          |
| 2001 Osaka      | Wang Liqin Yan Sen                | Liu Guoliang Kong Linghui           | Chiang Peng-Lung Chang Yen-Shu Oh Sang-eun Kim Taek-soo              |
| 1999 Eindhoven  | Liu Guoliang Kong Linghui         | Wang Liqin Yan Sen                  | Zoran Primorac Vladimir Samsonov Park Sang-Joon Kim Taek-soo         |
| 1997 Manchester | Liu Guoliang Kong Linghui         | Jan-Ove Waldner Jörgen Persson      | Jean-Philippe Gatien Damien Éloi Kōji Matsushita Hiroshi Shibutani   |
| 1995 Tianjin    | Wang Tao Lü Lin                   | Zoran Primorac Vladimir Samsonov    | Jean-Philippe Gatien Damien Éloi Liu Zhigang Liu Guoliang            |
| 1993 Göteborg   | Wang Tao Lü Lin                   | Ma Wenge Zhang Lei                  | Kim Taek-soo Yoo Nam-kyu Liu Zhigang Liu Guoliang                    |
| 1991 Chiba      | Peter Karlsson Thomas von Scheele | Wang Tao Lü Lin                     | Dmitrij Mazunow Andrej Mazonow Jörgen Persson Erik Lindh             |
| 1989 Dortmund   | Jörg Roßkopf Steffen Fetzner      | Zoran Kalinic Leszek Kucharski      | Chen Longcan Wei Quingguang Teng Yi Hui Jun                          |
| 1987 New Delhi  | Chen Longcan Wei Quingguang       | Zoran Primorac Ilja Lupulesku       | Andrzej Grubba Leszek Kucharski Ahn Jae-Hyung Yoo Nam-kyu            |
| 1985 Göteborg   | Mikael Appelgren Ulf Carlsson     | Jindrich Pansky Milan Orlovski      | Jiang Jialiang Cai Zhenhua Fan Changmao Zhiwen He                    |
| 1983 Tokyo      | Zoran Kalinic Dragutin Šurbek     | Xie Saike Jiang Jialiang            | Yang Yuehua Wang Huyuan Hiroyuki Abe Seiji Ono                       |
| 1981 Novi Sad   | Cai Zhenhua Li Chenshih           | Xie Saike Guo Yuehua                | Jacques Secrétin Patrick Birocheau Anton Stipancic Dragutin Šurbek   |
| 1979 Pyongyang  | Anton Stipancic Dragutin Šurbek   | István Jónyer Tibor Klampár         | Li Chenshih Liang Geliang Wang Huyuan Guo Yuehua                     |
| 1977 Birmingham | Li Chenshih Liang Geliang         | Huang Liang Lu Yuansheng            | Stellan Bengtsson Kjell Johansson Anton Stipancic Dragutin Šurbek    |
| 1975 Calcutta   | Gábor Gergely István Jónyer       | Anton Stipancic Dragutin Šurbek     | Jean-Denis Constant Jacques Secrétin Katsuyuki Abe Shigeo Itō        |
| 1973 Sarajevo   | Stellan Bengtsson Kjell Johansson | István Jónyer Tibor Klampár         | Jean-Denis Constant Jacques Secrétin Anton Stipancic Dragutin Šurbek |
| 1971 Nagoya     | István Jónyer Tibor Klampár       | Liang Geliang Zhuang Zedong         | Tokio Tasaka Nobuhiko Hasegawa Katsuyuki Abe Yujiro Imano            |
| 1969 Munich     | Hans Alser Kjell Johansson        | Tokio Tasaka Nobuhiko Hasegawa      | Anatolij Amelin Stanislaw Gomoskow Mitsuru Kōno Shigeo Itō           |
| 1967 Stockholm  | Hans Alser Kjell Johansson        | Anatolij Amelin Stanislaw Gomoskow  | Vladimir Miko Jaroslav Stanek Mitsuru Kōno Nobuhiko Hasegawa         |
| 1965 Ljubljana  | Zhuang Zedong Xu Yinsheng         | Chang Shihlin Wang Chihliang        | Wang Chiasheng Li Fujung Chou Lansun Yu Changchun                    |
| 1963 Prague     | Chang Shihlin Wang Chihliang      | Zhuang Zedong Hsu Yinsheng          | Wang Chiasheng Li Fujung Keiichi Miki Ken Konaka                     |
| 1961 Pékin      | Nobuya Hoshino Koji Kimura        | Ferenc Sidó Zoltán Berczik          | Zhuang Zedong Chou Lansun Wang Chiasheng Li Fujung                   |
| 1959 Dortmund   | Teruo Murakami Ichirō Ogimura     | Ludvik Vyhnandovsky Ladislav Stipek | László Földi Zoltán Berczik Hans Alser Ake Rakell                    |
| 1957 Stockholm  | Ivan Andreadis Ladislav Stipek    | Teruo Murakami Ichirō Ogimura       | Elemer Gyetvai Ferenc Sidó Toshihiko Myata Keisuke Tsunoda           |
| 1956 Tokyo      | Ichirō Ogimura Yoshio Tomita      | Ivan Andreadis Ladislav Stipek      | Ludvik Vyhnandovsky Vaclav Tereba Keisuke Tsunoda Toshiaki Tanaka    |
| 1955 Utrecht    | Ivan Andreadis Ladislav Stipek    | Vilim Harangozo Zarko Dolinar       | József Koczian Ferenc Sidó Ichirō Ogimura Yoshio Tomita              |
| 1954 Londres    | Vilim Harangozo Zarko Dolinar     | Viktor Barna Michel Haguenauer      | Vaclav Tereba Adolf Slar Ichirō Ogimura Yoshio Tomita                |
| 1953 Bucarest   | József Koczian Ferenc Sidó        | Richard Bergmann Johnny Leach       | Ivan Andreadis Bohumil Váňa Viktor Barna Adrian Haydon               |
| 1952 Bombay     | Norizaku Fuji Tadaki Hayashi      | Richard Bergmann Johnny Leach       | Marty Reisman Douglas Cartland Viktor Barna Adrian Haydon            |
| 1951 Wieden     | Ivan Andreadis Bohumil Váňa       | Ferenc Sidó József Koczian          | Frantisek Tokar Ladislav Stipek Jack Carrington Johnny Leach         |
| 1950 Budapest   | Ferenc Sidó Ferenc Soos           | Frantisek Tokar Ivan Andreadis      | Josef Turnovsky Vaclav Tereba Bohumil Váňa Ladislav Stipek           |
| 1949 Stockholm  | Ivan Andreadis Frantisek Tokar    | Bohumil Váňa Ladislav Stipek        | Richard Miles Douglas Cartland Tage Flisberg Richard Bergmann        |
| 1948 Londres    | Ladislav Stipek Bohumil Váňa      | Adrian Haydon Ferenc Soos           | Herbert Wunsch Heinrich Bednar Viktor Barna Richard Bergmann         |
| 1947 Paris      | Adolf Slar Bohumil Váňa           | Johnny Leach Jack Carrington        | Vaclav Tereba Ladislav Stipek Viktor Barna Adrian Haydon             |
| 1939 Le Caire   | Viktor Barna Richard Bergmann     | Miloslav Hamr Josef Tartakower      | Hyman Lurie Jeffrey Hyde Raoul Bedoc Michel Haguenauer               |
| 1938 Londres    | Sol Schiff James McClure          | Viktor Barna László Bellak          | Hyman Lurie Eric Filby Vaclav Tereba Stanislav Kolář                 |
| 1937 Baden      | Robert Blattner James McClure     | Richard Bergmann Helmut Göbel       | Adolf Slar Miloslav Hamr Vaclav Tereba Frantisek Hanec-Pivec         |
| 1936 Prague     | Robert Blattner James McClure     | Stanislav Kolář J. Okter-Petricek   | Adolf Slar Karel Fleischner Tibor Hazi Ferenc Soos                   |
| 1935 Londres    | Viktor Barna Miklós Szabados      | Alfred Liebster Adrian Haydon       | Raoul Bedoc Daniel Guerin László Bellak István Kelen                 |
| 1934 Paris      | Viktor Barna Miklós Szabados      | Sandor Glancz Tibor Hazi            | Miloslav Hamar Erwin Kohn István Boros Bela Nyitrai                  |
| 1933 Baden      | Viktor Barna Sandor Glancz        | István Kelen Lajos-Leopold David    | Manfred Feher Alfred Liebster Erwin Kohn Paul Flussmann              |
| 1932 Prague     | Viktor Barna Miklós Szabados      | László Bellak Sandor Glancz         | David Jones Charles Bull István Boros Tibor Hazi                     |
| 1931 Budapest   | Viktor Barna Miklós Szabados      | István Kelen Lajos-Leopold David    | Manfred Feher Alfred Liebster Karel Svoboda Jindrich Lauterbach      |
| 1930 Berlin     | Viktor Barna Miklós Szabados      | Alfred Liebster Robert Thum         | László Bellak Sandor Glancz Hille Nilsson Valter Kolmodin            |
| 1929 Budapest   | Viktor Barna Miklós Szabados      | László Bellak Sandor Glancz         | Charles Bull Fred Perry György Szegedi István Reti                   |
| 1928 Stockholm  | Alfred Liebster Robert Thum       | Fred Perry Charles Bull             | László Bellak Sandor Glancz Roland Jacobi Zoltan Mechlovits          |
| 1926 Londres    | Roland Jacobi Daniel Pecsi        | Zoltán Mechlovits Bela von Kehrling | Paul Flussmann Munio Pillinger Hedley Penny Cyril Mossford           |

## Record de victoires

### Par duo
| Cl | Joueurs                        | Titres | Années    |
| -- | ------------------------------ | ------ | --------- |
| 1  | Viktor Barna Miklós Szabados   | 6      | 1929-1935 |
| 2  | Robert Blattner James McClure  | 2      | 1936-1937 |
| 2  | Ivan Andreadis Ladislav Stipek | 2      | 1955-1957 |
| 2  | Hans Alser Kjell Johansson     | 2      | 1967-1969 |
| 2  | Wang Tao Lü Lin                | 2      | 1993-1995 |
| 2  | Liu Guoliang Kong Linghui      | 2      | 1997-1999 |
| 2  | Wang Liqin Yan Sen             | 2      | 2001-2003 |

### Par pays
| Cl | Joueurs        | Victoire | Deuxième | Demi-Finale | Total |
| -- | -------------- | -------- | -------- | ----------- | ----- |
| 1  | Chine          | 19       | 16       | 17          | 52    |
| 2  | Hongrie        | 12       | 11       | 11          | 33    |
| 3  | Suède          | 6        | 1        | 3           | 10    |
| 4  | Tchéquie       | 5        | 6        | 13          | 24    |
| 5  | Yougoslavie    | 3        | 3        | 3           | 9     |
| 6  | États-Unis     | 3        | 0        | 2           | 5     |
| 7  | Angleterre     | 1        | 4        | 8           | 13    |
| 8  | Autriche       | 1        | 2        | 5           | 8     |
| 9  | Allemagne      | 1        | 1        | 1           | 3     |
| 10 | Taipei chinois | 1        | 0        | 0           | 1     |
| 11 | Japon          | 0        | 3        | 20          | 23    |
| 12 | Corée du Sud   | 0        | 2        | 7           | 9     |
| 13 | URSS           | 0        | 1        | 2           | 3     |
| 14 | France         | 0        | 0        | 7           | 7     |
| 15 | Taiwan         | 0        | 0        | 2           | 2     |

- - Ne sont pris en compte que les duos de pongistes de la même nationalité.